# Gouvernement Dago Rigdzin
Monarchie constitutionnelle du Bhoutan
Tshering Tobgay II
Le gouvernement Dago Rigdzin est le gouvernement intérimaire du royaume du Bhoutan du 1er novembre 2023 au 28 janvier 2024, pendant les élections législatives de novembre 2023 et janvier 2024.
Il est dirigé par Chogyal Dago Rigdzin, le juge en chef de la Cour suprême. Il est nommé par le Roi Jigme Khesar Wangchuck, après la dissolution de l'Assemblée nationale le 31 octobre 2023.
Le Premier ministre par intérim exerce officiellement la fonction de Conseiller en chef du gouvernement, tandis que ses membres sont nommés conseillers, mais exercent des fonctions de ministre.

## Historique

### Contexte et formation
Le 31 octobre 2023, le Roi Jigme Khesar Wangchuck annonce la dissolution de l'Assemblée nationale et la convocation de nouvelles élections législatives dans les deux mois suivant la dissolution.
Le lendemain, le Roi annonce la nomination du gouvernement intérimaire et nomme le juge en chef de la Cour suprême Chogyal Dago Rigdzin comme Conseiller en chef du gouvernement.
Les ministres, qui ont le statut de conseillers au sein du gouvernement intérimaire, sont nommés le même jour. Le gouvernement est composé de 8 conseillers, dont 7 hommes et 1 femme.

## Composition
| Image | Fonction                                                    | Fonction institutionnelle                                            | Nom | Nom                     | Parti |
| ----- | ----------------------------------------------------------- | -------------------------------------------------------------------- | --- | ----------------------- | ----- |
|       | Premier ministre Ministre de l'Intérieur                    | Juge en chef de la Cour suprême du Bhoutan                           |     | Chogyal Dago Rigdzin    | Ind.  |
|       | Ministre des Affaires étrangères et du Commerce extérieur   | Directeur général de Druk Green Power Corporation                    |     | Dasho Chewang Rinzin    | Ind.  |
|       | Ministre de l'Agriculture et de l'Élevage                   | Gouverneur de l' Autorité monétaire royale du Bhoutan                |     | Dasho Penjore           | Ind.  |
|       | Ministre de l'Énergie et des Ressources naturelles          | Directeur général de Druk Holdings and Investment                    |     | Dasho Karma Yezer Raydi | Ind.  |
|       | Ministre de l'Éducation et du Développement des compétences | Major général de l'Armée royale du Bhoutan                           |     | Dorji Rinchen           | Ind.  |
|       | Ministre de la Santé                                        | Présidente de la Commission royale de la Fonction publique           |     | Karma Hamu Dorjee       | Ind.  |
|       | Ministre de l'Infrastructure et des Transports              | Président de la Commission anti-corruption du ministère des Finances |     | Dasho Deki Pema         | Ind.  |
|       | Ministre de l'Industrie, du Commerce et de l'Emploi         | Membre du Conseil national                                           |     | Phuntsho Rapten         | Ind.  |